# Nahiyah
Een nāḥiyah (Arabisch:ناحية), in het meervoud nawāḥī (Arabisch:نواحي),  is een regionaal of lokaal bestuursniveau dat meestal bestaat uit een aantal dorpen en/of stad en gebruikt wordt in een aantal islamitische landen. Soms wordt het ook subdistrict genoemd.
In Syrië is een nahiya het vierde bestuursniveau met eerst de staat, dan een gouvernement, dan district (mintaqah) en dan nahiya.